# هنري مارش (أستاذ جامعي)
هنري مارش (بالإنجليزية: Henry Marsh)‏ هو جراح أعصاب بريطاني، ولد في 1950 في أكسفورد في المملكة المتحدة.

## وصلات خارجية
- هنري مارش على موقع IMDb (الإنجليزية)